# Технологии клавиатур
Клавиатуры делятся на типы в зависимости от используемой технологии. От типа выключателей (кнопок) зависит тактильная отдача от кнопок, их ход, долговечность и цена.
В новых компьютерных клавиатурах используются гибридные технологии, экономящие расходы.

## По типу выключателей

### Мембранная (плёночная)
Обычно мембранная клавиатура состоит из трёх слоёв. На верхнем нанесены надписи и токопроводящие дорожки. На среднем слое — отверстия в местах клавиш. На нижнем слое — токопроводящие дорожки. Когда пользователь нажимает на клавишу, он продавливает мембрану, и дорожки замыкаются.
Мембранные клавиатуры обычно имеют плохой отклик, поэтому нажатия подтверждаются миганием или звонком. Они часто используются на кухне, в медицинском оборудовании и в прочих местах, где требуется полная герметичность. Хотя плёночные клавиатуры использовались в первых компьютерах (Sinclair ZX80, БК-0010), в современных компьютерах используются более удобные резиномембранные клавиатуры.
- Цена: крайне низкая
- Тактильная отдача: крайне слабая
- Ход: не более 1 мм
- Жёсткость: мягкая
- Быстрая печать: затруднительно
- Герметичность: да
- Ресурс: средний
- Шум: бесшумная
- Толщина: 1—2 мм

#### Купольная
На листе тонкой жести или прочной пластмассы выдавливают клавиши. Клавиши продавливаются с характерным «щелчком», обеспечивая полную герметичность и неплохую тактильную отдачу. Применяются повсеместно в бытовой технике и медицинском оборудовании.
- Цена: низкая
- Тактильная отдача: хорошая
- Ход: порядка 0,5 мм
- Жёсткость: жёсткая
- Быстрая печать: невозможна
- Герметичность: возможна
- Ресурс: средний
- Шум: шумная
- Толщина: от 2 мм

Также существуют купольные клавиатуры с пластмассовыми или резинопластмассовыми толкателями; они улучшают тактильные характеристики купольных кнопок и применяются, например, в мобильных телефонах. Ручные мини-клавиатуры типа Rii i8 также обычно металлокупольные.

### Резиновая

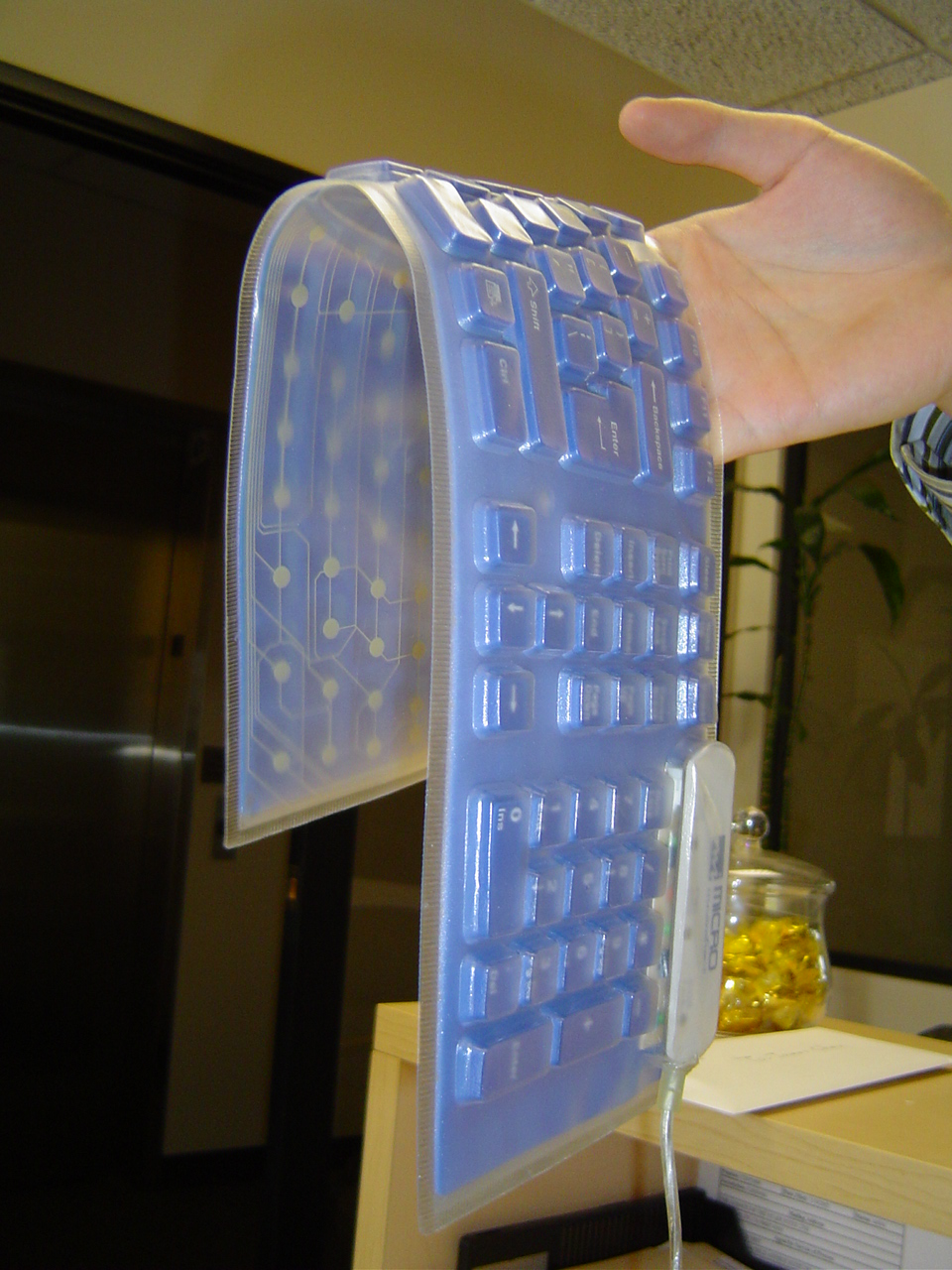
Такую клавиатуру можно свернуть в рулон

Клавиши резиновой клавиатуры отливаются из резины (иногда приклеивается пластмассовый колпачок). Внизу к клавишам приделан пятачок из проводящей резины, который замыкает контакты. Очень тихие и применяются, например, в телефонах, телевизионных пультах и игровых контроллерах. Сворачивающиеся в рулон компьютерные клавиатуры являются именно резиновыми.
Из компьютеров 1980-х годов чисто резиновой клавиатурой обладал исходный ZX Spectrum.
Если нужно, чтобы клавиши двигались без перекосов даже при нажатии на край, используют пластмассовые толкатели в глубокой шахте. Так действуют многие современные игровые контроллеры.
- Цена: крайне низкая
- Тактильная отдача: посредственная
- Ход: 1—2 мм
- Жёсткость: средняя
- Быстрая печать: затруднена
- Герметичность: возможна
- Ресурс: низкий
- Шум: малошумная
- Толщина: от 3 мм

### Мембранная (резиномембранная)

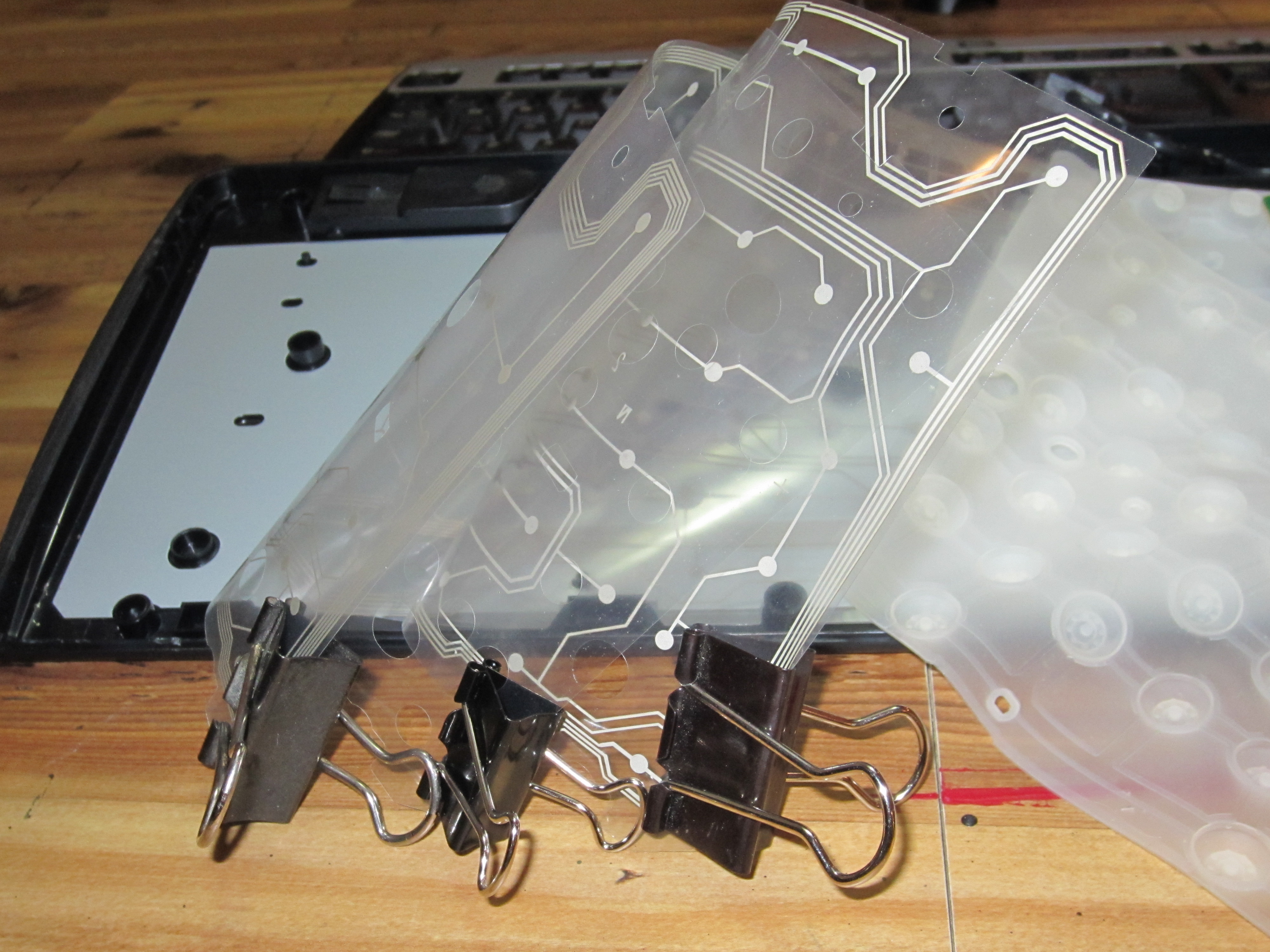
Резиномембранная клавиатура: резинки и плёнки

Устройство ножничного механизма. Такой есть во всех ноутбучных клавиатурах

Главный недостаток резиновой клавиатуры — для чёткого замыкания требуется сильный прижим, причём на изношенной клавиатуре этот прижим сильнее. Эта проблема по большей части решается в клавиатурах, в которых совмещаются принципы работы мембранной и резиновой клавиатуры.
Впервые патент на подобную клавиатуру был получен в 1982 году фирмой Texas Instruments. Дальнейшая история туманна, различные фирмы (IBM, Mitsumi, Fujitsu…) делали пружиномембранные клавиатуры, и уже в 1992 году существовали системы производства Mitsumi, во многом близкие к современным клавиатурам. Все 1990-е годы конструкция упрощалась, и уже Microsoft Natural Keyboard Elite (1998) имела одно отличие от современной: блоки шахт не были одним целым с верхней крышкой.
Все настольные компьютерные клавиатуры, кроме самых дорогих, являются резиномембранными. Клавиша современной клавиатуры состоит из толкателя (на манер механической клавиатуры), резинки (на манер резиновой) и трёх плёнок (на манер мембранной). В настольных клавиатурах толкатель расположен в особого рода шахте и этим защищён от перекоса. В ноутбуках, где требуемая толщина клавиатуры — единицы миллиметров, клавиша двигается без перекосов с помощью ножничного механизма. Отдельные производители предлагают ножничные клавиатуры и для настольных компьютеров.
Надлежащая кривая отклика моделируется с помощью сложной формы резинки. На кривой есть три участка: 1) резинка сопротивляется, усилие среднее; 2) резинка продавлена, усилие низкое; 3) палец резинки упёрся в плёнку, клавиша нажата, усилие высокое.
Ножничные клавиатуры дороже и сложнее в разборке, чем шахтные, но и меньше загрязняются из-за узких щелей. В маркетинговых материалах принята такая классификация: резиномембранная традиционной конструкции (шахтная) — «мембранная», резиномембранная ножничная — «ножничная».
- Цена: средняя
- Тактильная отдача: хорошая
- Ход: 0,5—4 мм
- Жёсткость: средняя
- Быстрая печать: возможна
- Герметичность: нет
- Ресурс: средний
- Шум: средний
- Толщина: около 6 мм[b] для ножничной, от 15 мм для шахтной[c]

### Ёмкостная
На плате нанесены два проводника, на толкателе расположен третий. Эти три проводника являются, по сути, двумя последовательно соединёнными конденсаторами. Клавиатура реагирует не на замыкание, а на изменение ёмкости и потому срабатывает при неполном нажатии.
- Цена: высокая
- Тактильная отдача: зависит от типа возвратной пружины
- Ход: любой удобный, распространённые модели дают точку срабатывания 1,5—3 мм
- Жёсткость: зависит от типа возвратной пружины
- Быстрая печать: отлично
- Герметичность: нет
- Ресурс: высокий
- Шум: зависит от типа возвратной пружины

### Механическая

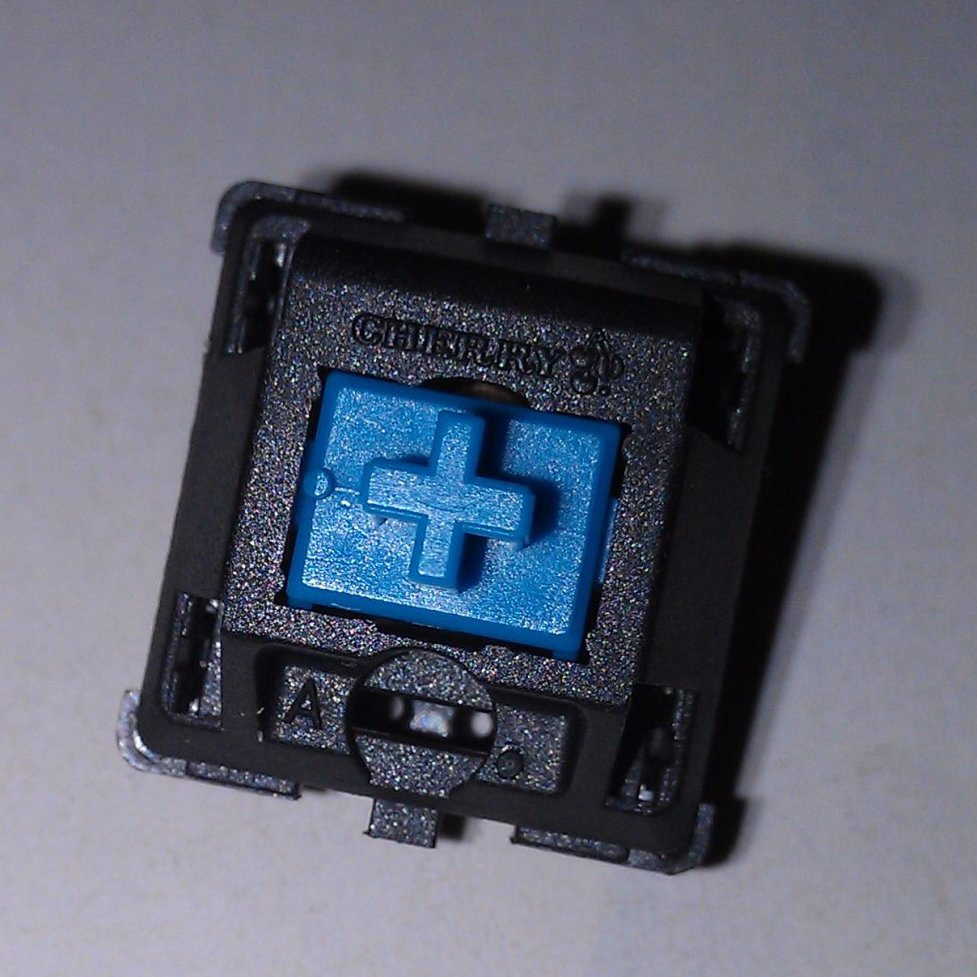
«Синие» выключатели производства Cherry

В механических клавиатурах под каждой клавишей располагается настоящий выключатель с металлической пружиной и металлическими контактами. Отклик зависит от типа выключателя — бывает как «линейный» геймерский, так и «проваливающийся» для машинисток. Современные клавиатурные выключатели далеко ушли от традиционных микропереключателей, и момент срабатывания обычно где-то в середине хода. Наиболее известная из механических клавиатур — IBM Model M.
IBM Model M является клавиатурой с т. н. «изгибающейся пружиной» (buckling spring) (U.S. Patent 4 118 611). Механизм состоит из пружины и молоточка, который замыкает ёмкостный или плёночный выключатель. Такая клавиатура, несмотря на громкий щелчок, любима многими профессиональными машинистками: это единственный тип клавиатуры, где щелчок привязан к моменту срабатывания. В 1993 году, после того, как Lexmark откололся от IBM, «голубой гигант» передал производство клавиатур дочерней компании. В 1996 году компания Unicomp приобрела патент и продолжает заниматься продажей и ремонтом клавиатур «Model M».
- Цена: высокая
- Тактильная отдача: хорошая
- Ход: обычно 3—4 мм
- Жёсткость: зависит от типа возвратной пружины
- Быстрая печать: отлично
- Герметичность: нет
- Ресурс: высокий
- Шум: зависит от выключателей, от среднего до очень громкого. Выключатели менее шумные, чем обычная мембранная клавиатура, редки, но есть.
- Толщина: от 20 мм[d]

### Магнитные клавиатуры
Используется геркон или эффект Холла.
- Цена: очень высокая
- Тактильная отдача: очень хорошая
- Ход: любой удобный, от 1 мм и более
- Жёсткость: мягкая
- Быстрая печать: возможна
- Герметичность: да
- Ресурс: высокий
- Шум: высокий

### Проекционная
Лазер проецирует на стол изображение клавиатуры. Такую клавиатуру можно носить вместе с карманным компьютером или смартфоном, у многих моделей есть сматывающийся шнур или радиомодуль. Проекционные клавиатуры крайне неудобны и используются только ради компактности.

### Оптическая (фотоэлектрическая) клавиатура
Разработана Харли Келхнером в 1962 году в попытке уменьшить шум от пишущей машинки. Под клавишами располагается сетка световых лучей; нажатая клавиша пересекает два луча (вертикальный и горизонтальный). На первых клавиатурах требовался специальный светозащитный корпус, а нажатие нескольких клавиш не поддерживалось (позже эти недостатки обошли). Это даёт по-настоящему герметичную клавиатуру, к тому же уменьшается объём электронной части, упрощая утилизацию. Оптическая клавиатура дешевле магнитной, и механизмы клавиш могут быть любыми, к каким привыкли машинистки — поэтому удавалось в западных компьютерах отдачу от клавиш делать такой же, как на пишущих машинках.
В необычной клавиатуре DataHand используется оптическая технология, а клавиши держатся в исходном положении магнитами. Когда пользователь преодолевает силу магнита, открывается путь лучу и нажатие регистрируется.
Фотоэлектрическая клавиатура без толкателей (палец перекрывает путь лучу) нередко используется в домофонах. «Клавиши» выгравированы на пластине, а фотоэлементы, хоть и уязвимы для вандализма, расположены в рамке вокруг, заподлицо с поверхностью, и особо не привлекают внимание хулиганов.
Снова оптические клавиатуры вошли в моду в конце 2010-х годов. Механизмы в таких клавиатурах зачастую сменные — например, WASD могут быть «геймерские» линейные, а всё остальное — со щелчком, как удобно машинисткам.
- Цена: высокая
- Тактильная отдача: зависит от типа возвратной пружины
- Ход: любой удобный, примерно от 1 мм
- Жёсткость: зависит от типа возвратной пружины
- Быстрая печать: отличная
- Герметичность: возможна
- Ресурс: высокий
- Шум: зависит от типа возвратной пружины

## Форма клавиш
В компьютерных клавиатурах клавиши бывают цилиндрические, сферические и плоские. Машинки, дававшие длинный ход и требовавшие удар с усилием, имели сферические клавиши. В современных клавиатурах используются цилиндрические и плоские.
В механической клавиатуре Logitech G910 использовались многогранные клавиши. Эксперимент не оправдался, и в более поздних версиях вернулись к традиционным цилиндрическим.
В различных клавиатурах, не приспособленных под скоростной набор (например, на телефонах, игровых контроллерах), бывают и выпуклые кнопки.
У компьютерных клавиш традиционно есть юбка, снижающая до минимума щели между клавишами. С распространением ножничных клавиатур с их точным изготовлением и узкими щелями в моду вошли так называемые островные клавиатуры без юбок.
Подавляющее большинство клавиатур собирают на плоской пластине или плате, и выгнутый профиль клавиатуры моделируется разной формой в разных рядах. В таком случае говорят про профиль клавиш.

## Длинные клавиши

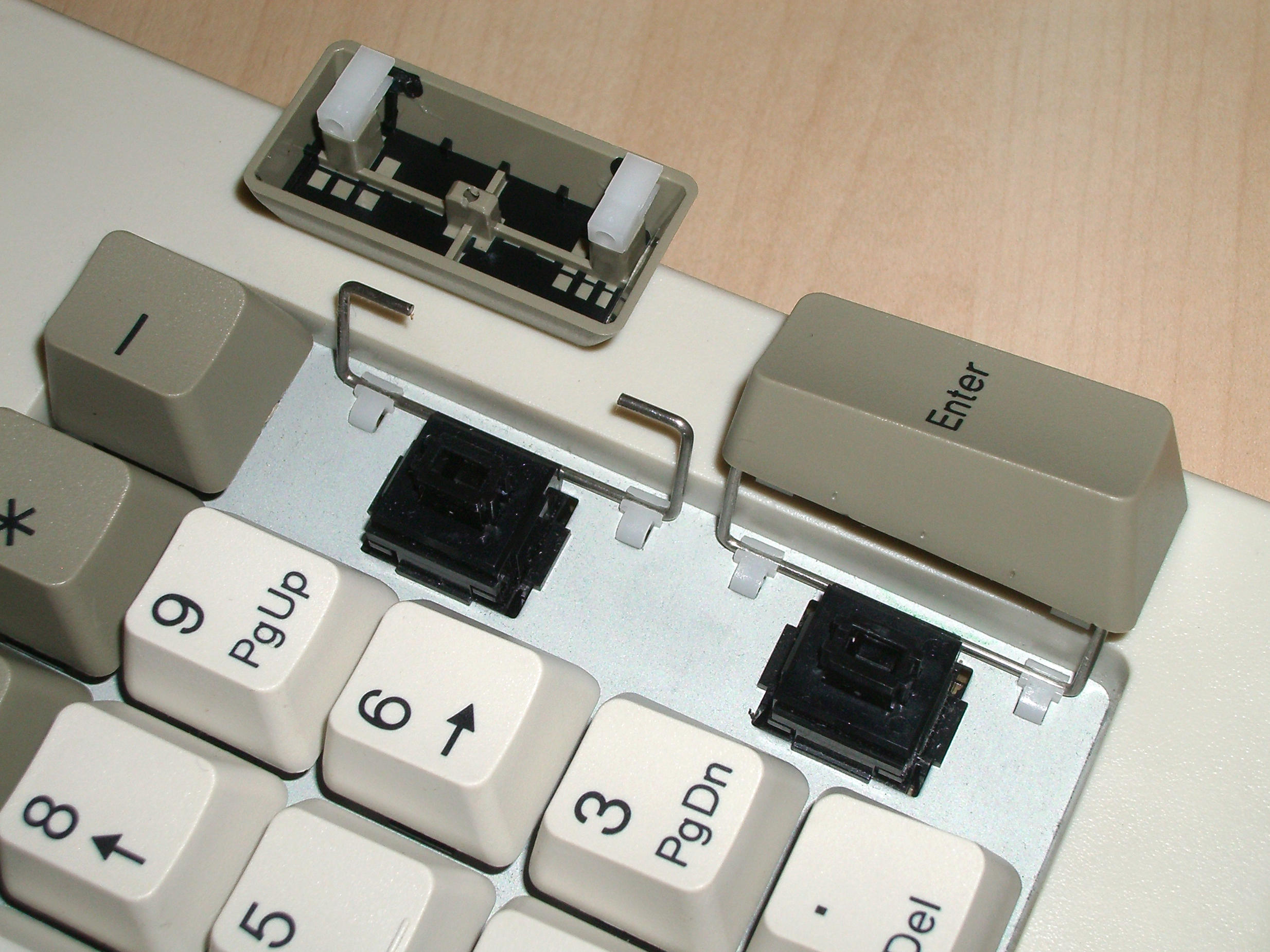
Стабилизаторы на клавишах «+» и «Enter» цифрового блока

Механизм клавиатуры конструируют так, чтобы даже при нажатии на край клавиша ровно шла и надёжно регистрировала нажатие. Для длинных клавиш — пробела, ввода и других — обычного механизма не хватает. Независимо от технологии, их дополнительно защищают от перекоса особой проволочной скобой — стабилизатором. Клавиша ввода в некоторых раскладках может занимать 2×2 клавиши, такой ввод снабжают двумя стабилизаторами — горизонтальным и вертикальным.
В дешёвых клавиатурах могут не стабилизировать часть длинных клавиш или снабдить большой ↵ Enter только одним стабилизатором.
Пробел, как самую большую клавишу, могут снабдить дополнительной пружиной, специальным сильнонагруженным выключателем или двумя одинаковыми выключателями.
В мобильных телефонах стабилизаторов нет, но длинный пробел снабжают двумя параллельными выключателями. При нажатии любого (или обоих вместе) регистрируется нажатие пробела.

## Пластмассы
Стандартная пластмасса для клавиш — АБС. АБС вполне годится для недолговечной мембранной клавиатуры, но в механической клавиатуре, которая призвана улучшить ощущения от печатания, затёртый АБС (а он легко затирается) может быть не к месту. От времени желтеет. Часто клавишу пробела делают из АБС, даже когда всё остальное — из ПБТ.
Поливинилхлорид (ПВХ) используется в массовых клавиатурах. Второй по распространённости материал после АБС.
В дорогих механических клавиатурах часто используют прочный и твёрдый ПБТ. Недостатки — пластмасса очень звонкая, нажатия до упора (зависит от конструкции клавиш) могут быть болезненны для пальцев, не многие производители освоили двухкомпонентную отливку.
Крайне редко используют полиформальдегид (POM), поликарбонат.

## Надписи
Есть несколько способов подписывания клавиш.

### Краска
Самый простой способ подписать клавишу — нанести изображение краской.
- Цена: от низкой до высокой
- Долговечность: от низкой до средней
- Надпись ощущается: слабо
- Цветовая гамма: произвольная
- Разрешающая способность: высокая (красками, не требующими покрытия, обычно ниже)
- Печать любых надписей под заказ: реализуется отдельными производителями клавиатур

Подсвечиваемые клавиши, как правило, выполняются целиком прозрачными и оформляются вывороткой (чистый текст на закрашенном фоне).
В некоторых мобильных телефонах (Sony Ericsson Z550i) печатают краской на обратной стороне прозрачного колпачка, такая надпись не чувствуется и не изнашивается.
В современных компьютерных клавиатурах бывает два варианта:
- сделать надпись качественной краской ультрафиолетового отверждения (чаще всего используется в дорогих ноутбуках — IBM Thinkpad, Dell Latitude)[11].
- сделать надпись менее качественной краской, но затем покрыть прозрачным лаком. Эта технология чаще всего используется в дешёвых клавиатурах и наименее долговечна. Внешне напоминает печать на плёнке, но это не плёнка.

Для нанесения рисунков краской используется тампонная печать, крайне редко — шелкография.
Иногда краску заливают в углубления на клавише, такая надпись ощущается пальцами, но и долго служит — а после стирания краски рельефная надпись всё ещё продолжает читаться.
В большинстве случаев маркировка краской отличается недолговечностью, особенно при интенсивной эксплуатации в тяжёлых условиях: например, износ крашеных клавиш с подсветкой часто можно наблюдать в автомобильном оборудовании.

### Лазерная гравировка
Надпись на клавише выжигается лазером.
- Цена: высокая
- Долговечность: долговечно
- Надпись ощущается: зависит от типа лазера и материала; часто неощутима или едва ощутима
- Цветовая гамма: один цвет, зависящий от материала клавиши, как правило, серый
- Разрешающая способность: на 2020 очень высока, 125 и более dpi[12].
- Печать любых надписей под заказ: возможна даже постфактум; в крупных городах существуют службы, способные русифицировать любой телефон или ноутбук.

Многие подсвечиваемые клавиатуры делают из полупрозрачной пластмассы с непрозрачным покрытием, на них новые надписи тоже будут подсвечиваться. Правда, возможна ситуация, когда светодиод подсветки находится, к примеру, сверху от штока, а новая надпись снизу — тогда подсветка будет слабая или вообще никакой. Клавиатурные выключатели производства Omron, применяемые в клавиатурах Logitech, встраивают светодиод прямо в шток.

### Сублимационная печать
Краска превращается в пар и оседает на клавише, внедряясь глубоко в пластмассу.
- Цена: высокая
- Долговечность: долговечно
- Надпись ощущается: неощутима
- Цветовая гамма: возможно цветное изображение, но только тёмный на светлом
- Разрешающая способность: невысока, возможны ореолы вокруг надписей
- Печать любых надписей под заказ: постфактум невозможна (нужно специальное покрытие); производители клавиатур, делающие это, неизвестны.

### Двухкомпонентная отливка

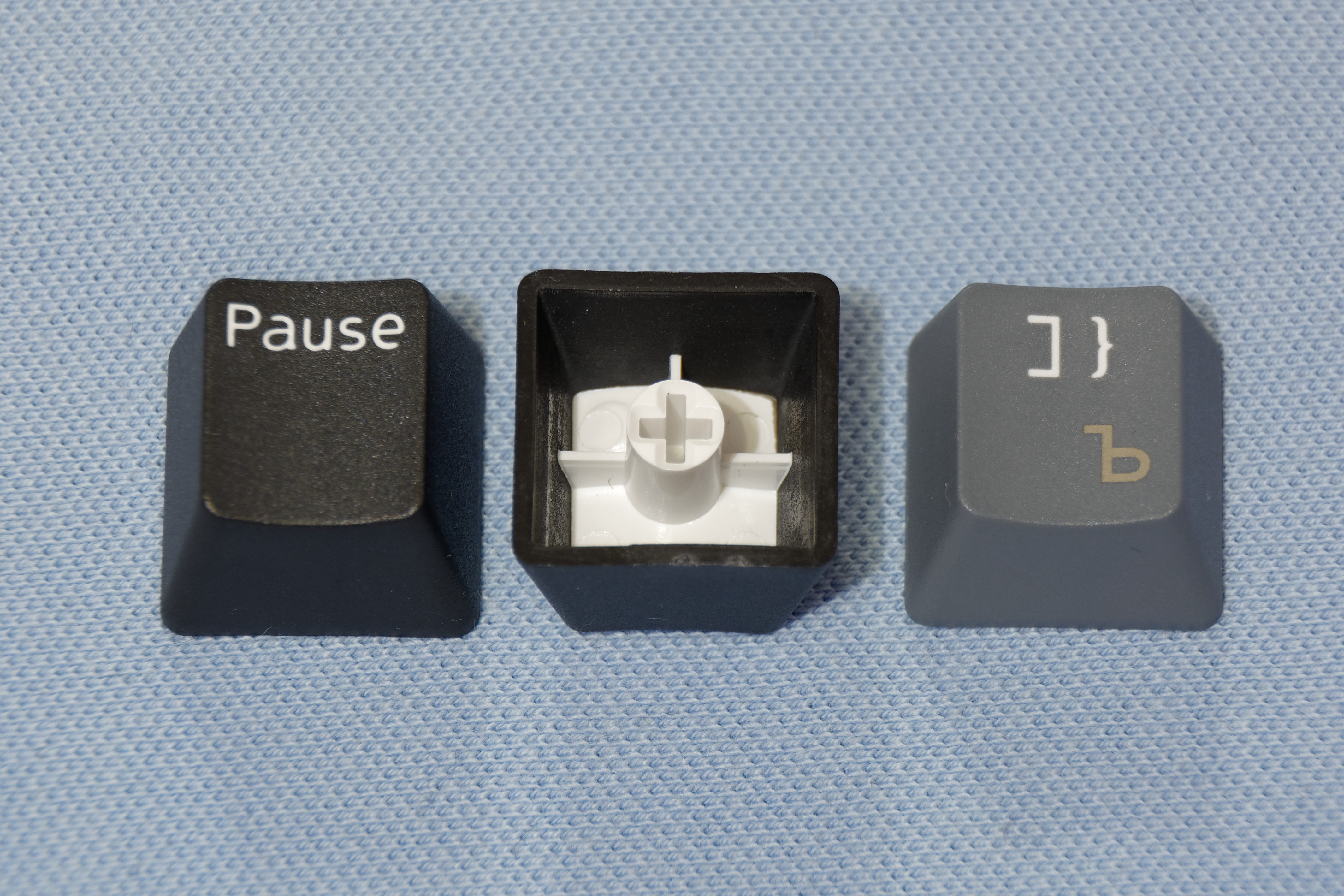
Двухкомпонентные клавиши. Особенности мелкого шрифта; две пластмассы; качественная (но неконтрастная из-за особенностей материала) лазерная гравировка

Клавиша составляется из двух пластмассовых компонентов. Сначала отливается надпись, потом она помещается в другую пресс-форму и отливается остальная клавиша.
- Цена: очень высокая
- Долговечность: не ограничена
- Надпись ощущается: на новой клавише едва ощутима, если надпись сложная; на старой может ощущаться граница пластмасс
- Цветовая гамма: один (произвольный) цвет
- Разрешающая способность: низкая; нужны широкие штрихи и округлые шрифты
- Печать любых надписей под заказ: невозможна; каждому языку нужна своя пресс-форма. Однако моддерские фирмы зачастую отливают клавиши с необычными рисунками.

Технология двухкомпонентной отливки доминировала в пишущих машинках и на раннем этапе развития компьютерных клавиатур в 1970—1980-х годах. Многие из недорогих компьютеров 1980-х годов (BBC Micro, Amstrad CPC) использовали именно дорогие двухкомпонентные клавиши.
Кроме дорогостоящих компьютерных клавиатур, двухкомпонентная отливка применяется в клавиатурах, подвергаемых интенсивной эксплуатации или используемых в тяжёлых условиях, например, кассовые аппараты или автомобильное оборудование.
Иногда делают и трёхкомпонентную отливку — обычно на клавишах наподобие Num Lock, совмещённых с окошком.
Двухкомпонентные клавиши чаще делают из АБС, чем из ПБТ — последний при застывании сжимается. Но АБС склонен к износу; нанесённая на клавиши шероховатая текстура быстро стирается.
Кроме собственно двухкомпонентной отливки, иногда встречается технология составных клавиш по типу инкрустации, где в клавишу с вырезанным символом изнутри устанавливается вставка с выступающим символом, точно соответствующим вырезанному. Клавиши, выполненные по такой технологии, обычно снабжаются подсветкой, в случае белой полупрозрачной вставки может применяться цветной светофильтр. Внешне и в эксплуатации составные клавиши практически неотличимы от двухкомпонентного литья. Пример современного применения этой технологии — клавиши автомобильных кнопочных переключателей серий 375, 376, выпускающихся с 1980-х годов.

### Наклейки
В заводских устройствах наклейки используют нечасто, обычно в детских игрушках. Зато существует немало комплектов для самостоятельной русификации компьютеров. Наклейки бывают как прозрачные, оставляющие заводские знаки, так и непрозрачные.
- Цена: невысокая
- Долговечность: низкая. Большинство сортов наклеек стирается и отклеивается.
- Надпись ощущается: да. Хорошая шероховатая текстура у наклейки бывает нечасто.
- Цветовая гамма: произвольная
- Разрешающая способность: высокая
- Печать любых надписей под заказ: возможна даже постфактум, но затруднена из-за ограничений типографий.

### Вкладыши
Клавиши изготавливаются из прозрачного пластика и имеют полости, в которые помещаются бумажный вкладыш с необходимыми обозначениями. В бытовых компьютерах применяется редко, например — на советском клоне ZX Spectrum — Квант-БК. Зато повсеместно встречается в клавиатурах POS-терминалов.
- Цена: невысокая
- Долговечность: средняя. Вкладышу под колпачком ничего не грозит, слабое место — сами механизмы колпачков.
- Надпись ощущается: нет
- Цветовая гамма: произвольная
- Разрешающая способность: высокая (вкладыш можно распечатать на качественном принтере)
- Печать любых надписей под заказ: рассчитана на самостоятельную настройку пользователем.

### Кнопка-дисплей
Каждая кнопка содержит в себе небольшой OLED-дисплей, позволяющий динамически изменять обозначения на клавишах. Пример — клавиатура «Оптимус».
- Цена: высочайшая
- Долговечность: средняя (зависит от долговечности дисплея)
- Надпись ощущается: нет, но приходится делать специальные механизмы клавиш
- Цветовая гамма: произвольная (зависит от возможностей дисплея)
- Разрешающая способность: низкая (зависит от возможностей дисплея)
- Печать любых надписей под заказ: надписи изменяются динамически

Существует также RGB-подсветка, которая несколько дешевле (до 200 долларов) и позволяет пометить разными цветами клавиши, например, движения, управления оружием, чата.

## Электроника

### Способы связи клавиатуры с компьютером
- Непосредственное подключение матрицы к процессору — применялось в микрокомпьютерах 1970—1980-х годов, применяется и поныне в законченных микропроцессорных устройствах. Опросом матрицы занимался центральный процессор компьютера, периодически прерывая работу текущей программы. Достоинства такого подхода — дешевизна и максимальная гибкость: раскладка задаётся программно, возможно опрашивать не всю матрицу. Недостатки: трата процессорного времени на опрос клавиатуры; необходимость подключения клавиатуры многопроводным шлейфом; несовместимость клавиатур разных моделей компьютеров. Примеры компьютеров с такой клавиатурой: ZX Spectrum, Commodore PET.
- Передача ASCII-символа — применялась в терминалах и некоторых компьютерах 1970—1980-х годов. Процессор освобождён от опроса клавиатуры — этим занимается специальный контроллер, возвращающий ASCII-код символа, исходя из нажатой клавиши и состояния клавиш-модификаторов. При таком способе нагрузка на процессор меньше, чем при предыдущем, но отсутствует возможность опроса состояния клавиш для определения того, нажата ли та или иная клавиша (в том числе клавиша-модификатор) в данный момент, что сильно ограничивает использование сочетаний клавиш. Кроме того, раскладка такой клавиатуры задана жёстко, и для её переключения требуется внесение изменений в схему контроллера. Поскольку ASCII проектировался с учётом возможности подобного применения, ASCII-коды символов были выбраны таким образом, чтобы смена регистра клавиши сводилась к простому инвертированию отдельных битов её кода. Отсюда многие регистровые пары, такие как 6&, 7', :*, ;+, ,< и .>, характерные для компьютеров того времени (не заимствованные у пишущих машинок) и частично сохранившиеся до наших дней, а также взаимосвязь между фонетическими раскладками клавиатуры (JCUKEN, ЯВЕРТЫ и т. п.) и национальными кодировками символов, производными от ASCII (ISO 646 IRV), такими как КОИ-7 и КОИ-8. Примеры компьютеров с такой клавиатурой: Apple II, БК-0010, Корвет.
- Передача скан-кода — наиболее распространённый способ с появлением IBM PC. В этом случае опросом также занимается контроллер клавиатуры, например для PC (PS/2)-клавиатур аналогичный Intel 8042[14]. Однако каждой клавише, в том числе клавишам-модификаторам, присваивается собственный скан-код, не соотносящийся напрямую с кодом символа ASCII. При нажатии или отпускании клавиши передаётся этот скан-код и признак нажатия/отпускания. Сопоставление скан-кода с кодом символа производится программным обеспечением самого компьютера. Данный подход совмещает достоинства двух предыдущих.
  - Клавишам-модификаторам — биты в битовой маске, остальным — скан-коды. Этот механизм применён в протоколах USB[15] и Bluetooth. Один пакет содержит восемь клавиш-модификаторов (по биту на каждую) и шесть обычных клавиш (по байту на каждую)[15]. Такой пакет передаёт не события «нажал клавишу/отпустил клавишу», как PS/2-клавиатура, а полное состояние всех клавиш, что удобно при горячем подключении и в радиопомехах. Ёмкость такого пакета можно исчерпать нажатием семи «обычных» клавиш вместе, что исполнимо разве что в парной игре на одной клавиатуре.

### Матрица клавиш

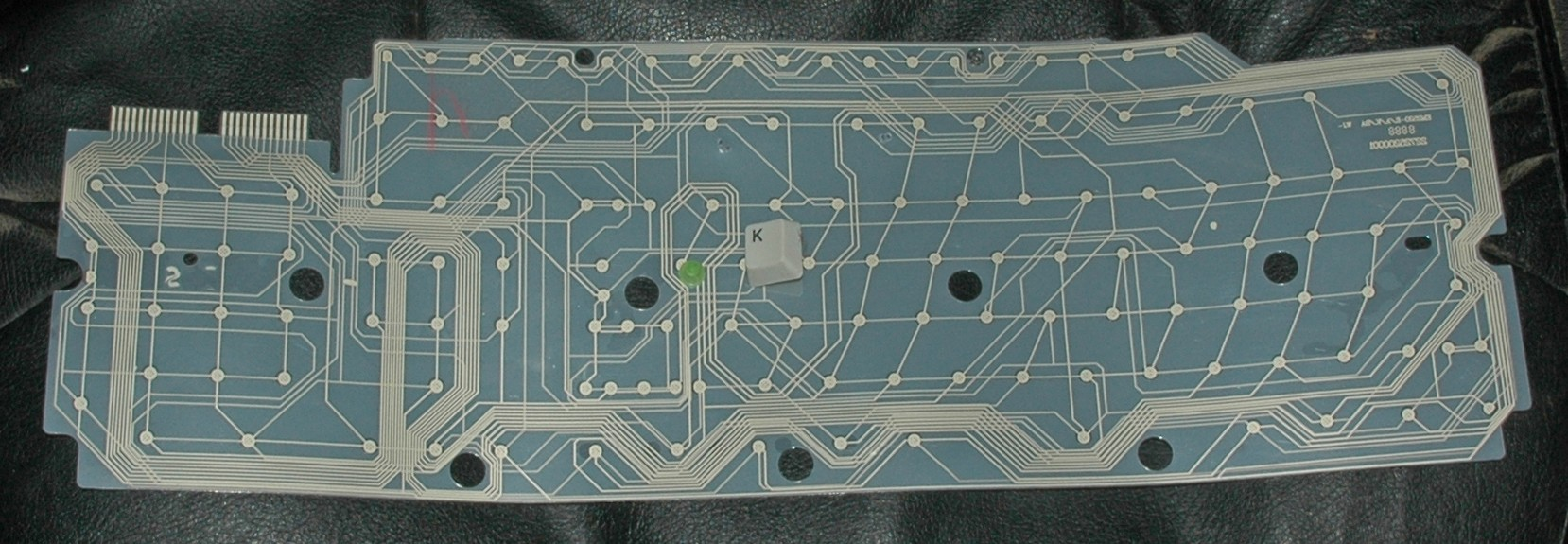
Клавиатурные плёнки. Дорожки на них образуют матричную схему.

Клавиши обычно считываются с помощью схемы, которая называется «матрица кнопок». Есть сетка проводов; на пересечениях находятся кнопки. В настоящей матрице кнопок (например, в джойстиках) последовательно с каждой кнопкой включён быстродействующий диод. В клавиатурах для удешевления диодов не ставят, поэтому одновременное нажатие трёх клавиш A1, A2 и Б1 зарегистрирует замыкание проводов Б и 2. Первые клавиатуры в таких случаях действительно регистрировали фантомное нажатие, все без исключения современные контроллеры, наоборот, подавляют неоднозначные клавиши — в данном примере Б1. Современная клавиатура без диодов гарантирует регистрацию одновременного нажатия любых двух клавиш с любой комбинацией кнопок-модификаторов наподобие ⇧ Shift. В играх для двоих этого мало, в Star Control была даже утилита для экспериментирования с одновременными нажатиями. Хорошие производители клавиатур стараются делать, чтобы распространённые игровые комбинации нажимались без проблем.
В дорогих геймерских клавиатурах диоды есть, однако особенности протокола USB HID ограничивают количество одновременных нажатий шестью (плюс восемь клавиш-модификаторов). Использование специализированного драйвера и подключение через PS/2 такого недостатка не имеют. При подключении через USB без специального драйвера такая клавиатура ведёт себя как обычная HID- и потому с лёгкостью «подхватывается» всеми BIOS и ОС.
Некоторые клавиатуры выдают себя за три-четыре клавиатуры. Соответственно, количество нажатых клавиш увеличивается до 18 или 24. Точно так же игровые мыши часто выдают себя за комплект «мышь+клавиатура», чтобы «нажимать» на клавиши.
В высококлассных клавиатурах применяются термины:
- 6-key rollover (6KRO) — не конфликтуют любые шесть клавиш (максимум для USB HID).
- N-key rollover (NKRO) — не конфликтует любая комбинация клавиш (если клавиатура для USB, она также должна выдавать себя за две и более клавиатуры).
- Игровая матрица (gaming matrix) — не конфликтуют традиционные для игр клавиши (WASD и подобные).

### Антидребезг
При нажатии-отпускании клавиши выключатель некоторое время замыкается-размыкается. Хотя дребезг длится сотые доли секунды, этого достаточно, чтобы компьютер зарегистрировал несколько нажатий.
Технологии антидребезга обычно встраиваются в клавиатурный контроллер — после того, как клавиша нажата, она не опрашивается некоторое время, заведомо превышающее длительность переходных процессов. На первых мембранных клавиатурах (ZX81) время антидребезга было настолько большим, что мешало быстро печатать.

## Терминология
%Количество клавиш на клавиатуре.
- 100 % — полная, 101 и более клавиша (алфавитно-цифровое, курсорное и цифровое поля).
- 80 % = tenkeyless, TKL — отсутствует цифровое поле
- 75 %, 65 %, 60 % — отсутствуют часть клавиш редактирования и функциональный ряд
- 40 % — отсутствуют даже цифры

ABS, АБСРаспространённая пластмасса для изготовления клавиш. Достоинство — дешевизна. Недостаток — быстро затирается.
Activation point, точка срабатыванияВ какой точке хода клавиши происходит замыкание контактов и срабатывание клавиши (или аналогичное явление на оптомеханической клавиатуре).
Bottoming out, нажатие до упораЕдинственный способ работы с мембранной/купольной/резиновой клавиатурой и нежелательная техника на механической (руки меньше устают, если чувствовать срабатывание и сразу же отпускать). Для ослабления шума от нажатий до упора существуют амортизирующие кольца (o-rings).
Bounce, chatter, дребезгМногократное замыкание-размыкание выключателей в момент срабатывания. Во всех современных клавиатурах есть задержка на антидребезг, но разбитый или бракованный выключатель может дребезжать дольше, чем длится антидребезг.
Clicky switch, переключатель со щелчкомПереключатель механической клавиатуры, дающий как тактильный отклик (незадолго до точки срабатывания слегка сопротивляется, а потом «проваливается»), так и слышный щелчок. EBay воспринимает слово clicky как субъективное поведение клавиатуры, а не конкретный тип выключателя, в противовес устоявшейся у любителей качественных клавиатур терминологии.
CrosspointТехнология клавиатурных переключателей, когда контакты выполнены в виде двух стоящих крест-накрест призм из мягкого материала. Она не вносит возмущения в тактильный отклик клавиатуры и даёт минимальный дребезг.
Double-shot molding, двухкомпонентная отливкаИзготовление надписей из двух разных пластмасс.
Dye sublimation, сублимационная печатьДолговечный метод нанесения надписей.
Gaming matrix, игровая матрицаМатрица без диодов, разведённая так, чтобы наиболее распространённые игровые клавиши — стрелки, WASD, пробел, модификаторы — регистрировались в достаточном количестве.
Hot swap, горячая заменаВозможность снимать выключатель на замену или обслуживание без разборки и выпаивания.
Keycap, клавишаДеталь, на которую пользователь нажимает, в отличие от механизмов и выключателей. Обычно съёмная.
Keycap profile, профиль клавишМоделирование выгнутой формы клавиатуры с помощью разной формы клавиш в разных рядах.
Keycap puller, съёмникПроволочный (реже пластмассовый) инструмент для снятия клавиш с клавиатуры.
Key rollover (2KRO, 6KRO, NKRO), anti-ghosting, пережимГарантированная регистрация нажатия N клавиш. Важно для игроков — иногда не срабатывают даже простые игровые комбинации вроде ←+↑+пробел. Обычная матричная схема даёт нажатие двух клавиш (2KRO), но в клавиатурах без диодов матрицы разводят так, чтобы основные игровые тройки, а также клавиши-модификаторы работали без проблем. Диоды в матрице дают регистрацию любых комбинаций, но протокол USB HID ограничивает количество нажатых клавиш шестью (6KRO). Большее количество одновременных нажатий крайне редко даже в парных играх. Если клавиатура прикидывается двумя и более устройствами, чтобы нажимать 12 или более клавиш, или подключается через PS/2 — пишут NKRO.
Эффект ghosting (фантомное срабатывание клавиш при нажатии больших комбинаций) в современных клавиатурных контроллерах, даже самых простых, давно побороли (клавиатура не регистрирует фантомные срабатывания, а наоборот, подавляет неоднозначные), но anti-ghosting пишут для рекламы.
Linear switch, линейный переключательПереключатель механической клавиатуры, чья сила пружины одинакова или слегка возрастает в течение всего хода. Такие переключатели любимы игроками.
Matrix, матрицаЧтобы упростить конструкцию, клавиши устанавливают в узлах решётки M×N, это требует всего M+N проводов. Недостаток такой схемы — без диодов тройка нажатых клавиш регистрируется неоднозначно, см. key rollover. В миниатюрных ручных клавиатурах матрица обычно совпадает с физическим расположением клавиш, в мембранных клавиатурах — нет.
Mechanical keyboard, механическая клавиатураКлавиатура с более сложным устройством выключателя и, как правило, металлическими контактами и пружиной.
Membrane keyboard, мембранная клавиатураКлавиатура, сделанная по традиционной резиномембранной технологии (резинка + мембраны). Настоящая мембранная применяется изредка в ретро- и промышленных компьютерах.
OtakuВ терминологии клавиатур «отаку» (фанатская) означает неподписанную клавиатуру (Das Keyboard и прочие). Видимо, потому, что надо быть настоящим фанатом, чтобы печатать, не ориентируясь по надписям.
PBT, ПБТБолее «продвинутая» пластмасса для изготовления клавиш. Достоинство — прочность и твёрдость. Недостатки — звонкая, нажатия до упора могут быть болезненны, не многие производители освоили двухкомпонентную отливку.
Skeleton, скелетная, скелетонКлавиатура с торчащими, неутопленными переключателями. Может быть как резиномембранная, так и механическая. Проще в чистке, имеет необычный вид, на подсвечиваемых клавиатурах может давать много постороннего света.
Sprue, литникВыступ на обратной стороне клавиши, связанный с технологией изготовления — литьём под давлением.
Stabilizer, стабилизаторСкоба, защищающая длинные клавиши от перекоса
Stem, штокПодвижная часть выключателя, на которую насаживается клавиша.
Switch, переключатель, выключательЗаконченное изделие (обычно в механических клавиатурах), замыкающее контакты при нажатии, и моделирующее нужную тактильную и звуковую отдачу.
Tactile switch, тактильный переключательПереключатель механической клавиатуры, который незадолго до точки срабатывания начинает сопротивляться, а потом «проваливается».
TKL, tenkeyless, 80 %, без цифровой клавиатуры, 87 клавишКлавиатура, состоящая из алфавитного и курсорного поля, без цифрового. Такая схема позволяет сэкономить на ширине клавиатуры и потому любима игроками.

### Комментарии
1. ↑  Например, Logitech DiNovo.
2. ↑  По результатам измерения клавиатуры от IBM ThinkPad T40.
3. ↑  Толщина шахтной низкопрофильной Microsoft ComfortCurve 2000 в районе клавиши пробела — 18 мм.
4. ↑  Например, заявленная высота выключателей Cherry MX — 15,2 мм  Архивная копия от 2 сентября 2013 на Wayback Machine, Logitech делает механическую клавиатуру высотой 38 мм  (недоступная ссылка).
5. ↑  Как, например, в клавиатурах Mitsumi 1990-х годов.